# Bill Tytla
Vladimir Peter „Bill” Tytla (ur. 25 października 1904 w Yonkers, zm. 30 grudnia 1968 w East Lyme) – ukraińsko-amerykański animator. Był jednym z pierwszych disneyowskich animatorów. Przez wielu uważany za najwybitniejszego animatora wszech czasów. Był znany głównie z animacji silnych, wyrazistych postaci, takich jak Stromboli z Pinokia, Chernabog w Nocy na Łysej Górze (Fantazja (1940)), animował także Gburka z Królewny Śnieżki i Siedmiu Krasnoludków, oraz tytułowego bohatera w filmie Dumbo.